# Амагалантуй
Амагалантуй (рос. Амагалантуй) — улус Бичурського району, Бурятії Росії. Входить до складу Сільського поселення Шанагінське.
Населення — 45 осіб (2015 рік).